# La Famille Torkelson
La Famille Torkelson (The Torkelsons / Almost Home) est une série télévisée américaine en 33 épisodes de 22 minutes, créée par Lynn Montgomery et diffusée entre le 21 septembre 1991 et le 12 juin 1993 sur le réseau NBC.
En France, la saison 1 a été diffusée du 19 septembre 1992 au 23 janvier 1993. Rediffusion de la saison 1 du 29 juin 1996 au 9 novembre 1996, et diffusion de la saison 2 inédite du 22 février 1997 au 24 mai 1997 dans l'émission Ça me dit et vous ? sur TF1. En Belgique sur RTL TVI. Elle reste inédite dans les autres pays francophones.

## Synopsis
Millicent Torkelson est une mère de famille qui vit seule avec ses cinq enfants, notamment l'aînée, le personnage principal : Dorothy Jane, une fille un peu rêveuse et pleine d'idéaux qui adore la poésie.

## Distribution

### Acteurs principaux
- Olivia Burnette (en) (VF : Vanina Pradier) : Dorothy Jane Torkelson
- Connie Ray (VF : Martine Meiraghe) : Millicent Torkelson
- Lee Norris : Chuckie Lee Torkelson
- Rachel Duncan (VF : Chloé Berthier) : Mary Sue Torkelson
- Aaron Michael Metchik (en) : Steven Floyd Torkelson (saison 1)
- William Schallert : Wesley Hodges (saison 1)
- Anna Slotky (en) : Ruth Ann Torkelson (saison 1)
- Perry King : Brian Morgan (saison 2)
- Jason Marsden : Gregory Morgan (saison 2)
- Brittany Murphy : Molly Morgan (saison 2)

### Acteurs récurrents
- Paige Gosney : Kirby Scroggins (saison 1)
- Michael Landes (VF : Jérôme Berthoud) : Riley Roberts (saison 1)
- Ronnie Claire Edwards : Bootsie Torkelson (saison 1)
- Alyson Kiperman : Dreama (saison 1)
- Mother Love (en) : Kitty Drysdale (saison 1)
- Peter Van Norden : Mel (saison 2)
- Alyson Hannigan : Samantha (saison 2)

 Source et légende : version française (VF) sur RS Doublage

## Fiche technique
- Réalisation : Patrick Maloney
- Scénarios : Wayne Lemon
- Production : Walt Disney Television
- Génériques :
  - 1re saison : A New Day Promises du groupe The Judds
  - 2e saison : Almost Home par Jennifer Warnes et Joey Scarbury (en)

## Épisodes

### Première saison (1991-1992)
1. Fence Neighbours
2. The Cotillion
3. A Kiss is Still a Kiss
4. For Love or Money
5. Poetry in Motion
6. An American Almost in Paris
7. Men Don't Leave
8. Thanksgiving-something
9. Return to Sender
10. I Fought the Law
11. A Sigh Is Just a Sigh
12. Educating Millicent
13. Double Date
14. The Ice Princess
15. Swear Not By the Moon
16. Say Uncle
17. The Long Goodbye
18. The Egg and I
19. Its My Party
20. Aunt Poison

### Deuxième saison (1993)
1. New Moon
2. Girls and Boy
3. Sleeping with the Enemy
4. Is That All There Is ?
5. The Fox and the Hound
6. Winner Take Millicent
7. To Jane Eyre is Human
8. Duelling Birthdays
9. To Date or Not to Date
10. The Dance
11. You Ought to Be in Pictures
12. Hot Ticket
13. Bowling for Daddies

## Commentaires
Aux États-Unis, la série porte deux titres différents. En effet, pour la deuxième saison, les Torkelson déménagent à Seattle et de nouveaux personnages apparaissent. En 1993, la série aura donc un nouveau titre : Almost Home et un nouveau générique. Cependant, la France conservera le titre La Famille Torkelson pour les deux saisons. Cette suite sera diffusée sur TF1 début 1997.